# Orlovdraver

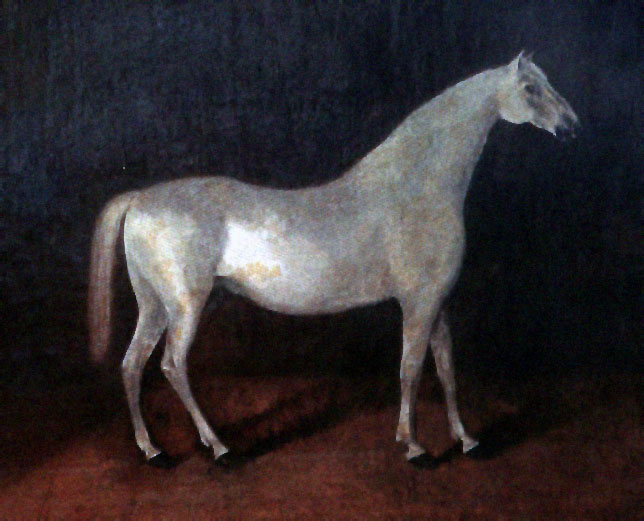
Portret van de hengst Smétanka

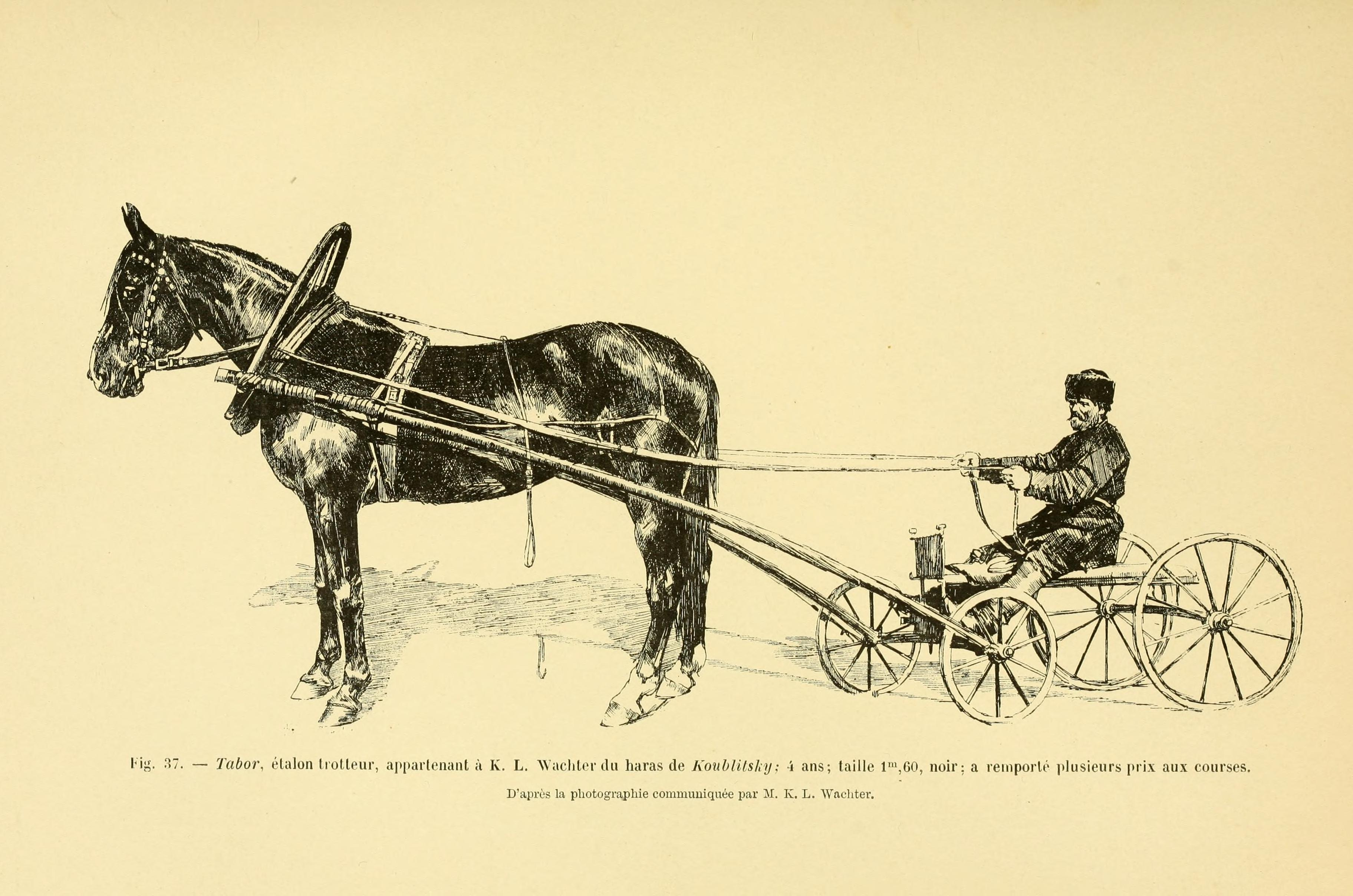
Aangespannen orlovdraver

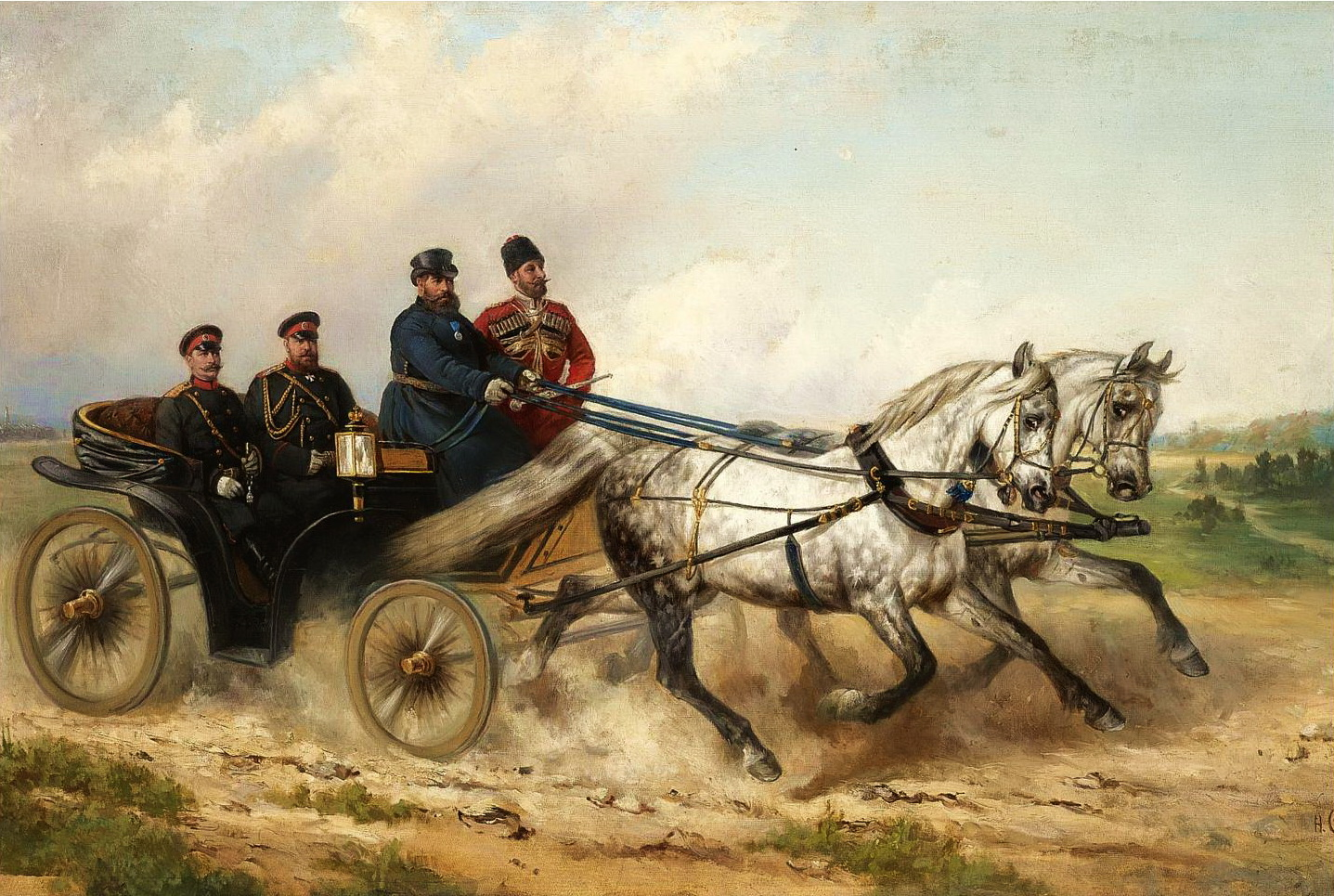
Tsaar Alexander III in een landaulet getrokken door orlovdravers (Nikolai Yegorovich Swertchkov, 1888)

De orlovdraver is een paardenras uit Rusland. Het ras ontstond aan het einde van de 18e eeuw in het Keizerrijk Rusland en was in de 19e eeuw van invloed op meerdere andere rassen.

## Kenmerken
Het paard heeft een schofthoogte van ongeveer 160 cm. Het is een edel en sterk paard met een licht gebogen ramsneus. De hals is hoog aangezet en fraai gebogen. De rug is relatief lang, de borst is niet erg diep, maar wel breed. De achterhand is kort en hellend. De staart is hoog aangezet. De benen zijn sterk, hard en lang, met weinig behang. De hoeven zijn groot.
De vachtkleur van dit ras is meestal schimmel (grijs), maar bruine en zwarte paarden komen ook voor. Orlovdravers hebben een uitstekende draf. Orlovdravers kunnen een snelheid van ongeveer 52 km per uur bereiken en zijn daarmee zeer geschikt voor harddraverijen, maar ze zijn niet zo snel als de moderne 20e-eeuwse dravers. 
De orlovdraver wordt gewaardeerd vanwege zijn evenwichtige  karakter. Bekende kwalen waar orlovdravers mee te kampen kunnen hebben zijn peesaandoeningen.

## Geschiedenis van het ras
Grondlegger van het ras was graaf Aleksej Grigorjevitsj Orlov (1737—1807). Deze stond aanvankelijk in de gunst van Catharina de Grote omdat hij haar had geholpen aan de macht te komen. Orlov werd na zijn overwinningen in de Griekse zee als admiraal van de Russische Keizerlijke Marine beloond met aanzienlijke landerijen.
Nadat hij in de jaren 1770 bij het tsarenhuis uit de gratie viel en zijn posities verloor, woonde hij op zijn landgoed Sans Ennui bij Moskou en wijdde zich vol overgave aan de paardenfokkerij (ook hield hij kippen). Hij gaf er grote feesten en werd een tijdlang gezien als de populairste zakenman uit Moskou. Tijdens het bewind van tsaar Paul I moest hij tijdelijk het land verlaten en week hij uit naar het westen. Later nam hij weer dienst op en voerde nogmaals een groot leger aan. Hij stierf als een rijk man.
Orlovs doel was het fokken van een snel en betrouwbaar tuigpaard voor reizen met sleeën en koetsen in de ruige uitgestrektheid van het Russische platteland. De dieren moesten er edel uitzien en tijdens de draf veel knieactie vertonen. Ze waren bedoeld om voor de trojka te lopen.
Na enig experimenteren op zijn stoeterij Ostrovo in de buurt van Moskou besloot hij als basis Arabische paarden te gebruiken vanwege hun snelheid en uithoudingsvermogen. Hij had in 1775 een aantal excellente Arabische paarden weten te verwerven in Morea in Griekenland. Een daarvan was de hengst Smétanka, een schimmel met een stokmaat van 153 cm.
Onder de belangrijkste nakomelingen van Smétanka was de hengst 'Polka I', geboren uit een Deense merrie. Deze hengst dekte op zijn beurt een Nederlandse draver, waardoor de draf van de nakomelingen sterk verbeterde. De zoon uit deze kruising, een schimmel genaamd 'Bars I' (sneeuwpanter), werd de stamvader van de Orlov-draver.
Bars I stond 17 jaar als dekhengst op de stoeterij van Chrenovoj. De gemengde afstamming van Bars I was waarschijnlijk de reden waarom de hengst zijn kwaliteit niet consequent vererfde. Dekking van halfzussen van Bars I door Polka I zorgde echter voor een goede vererving van de snelheid van Polka I en de ruime draf van de Nederlandse merrie.
Door een systematisch fokbeleid, waarbij gebruik werd gemaakt van terugkruisingen en strenge selectie, kon in korte tijd een mooi, krachtig ras worden gevormd dat bijzonder geschikt was als snel tuigpaard. Lange tijd was de orlovdraver de snelste onder alle dravers. Eind 19e eeuw werden de kloktijden van het ras echter overtroffen door die van nieuwe rassen waaronder de Amerikaanse draver.
Het aantal Orlovdravers nam daarna sterk af. Net op tijd vaardigde de Russische keizerlijke stoeterij verordeningen uit met maatregelen om het ras te behouden. De orlovdraver is terug te vinden in bloedlijnen van andere dravers waaronder bijvoorbeeld het Fins paard.
Eind 20e eeuw telde het bestand aan Orlov-dravers naar schatting ongeveer 25.000 dieren.
De belangrijkste stoeterijen die met de orlovdraver fokken zijn:
- de oorspronkelijke stoeterij van Chrenovski in de buurt van Bobrov in de oblast Voronezj
- stoeterij in Moskou
- stoeterij Sjachovski (nabij Toela)
- stoeterij Permski (nabij Perm)
- stoeterij Tsjesmenski (oblast Voronezj)
- stoeterij Altajski (Altai)
- Tatarski-stoeterij (Tatarije)
- Novotomnikovski-stoeterij (oblast Tambov)
- Sjadrinski-stoeterij (Sjadrinsk, oblast Koergan)
- Kemerovski-stoeterij (in de buurt van Kemerovo).

Er kan mogelijk enige verwarring optreden betreffende de begrippen "Russische draver" en "Orlov-draver". De orlovdraver werd namelijk na de revolutie een aantal deccenia omgedoopt tot Russische draver omdat men afkeer had van adellijke namen. In 1949 kreeg de orlov zijn oude naam terug. De huidige Russische draver is een moderne, 20e-eeuwse kruising, een snelle draver met invloeden van de onder andere de metisdraver, de orlovdraver en de Amerikaanse draver (American standardbred).

## Beroemde orlovdravers
- Kluger Hans was een orlovdraver die optrad als 'rekenwonder' en de wetenschap voor raadsels stelde.

## Afbeeldingen

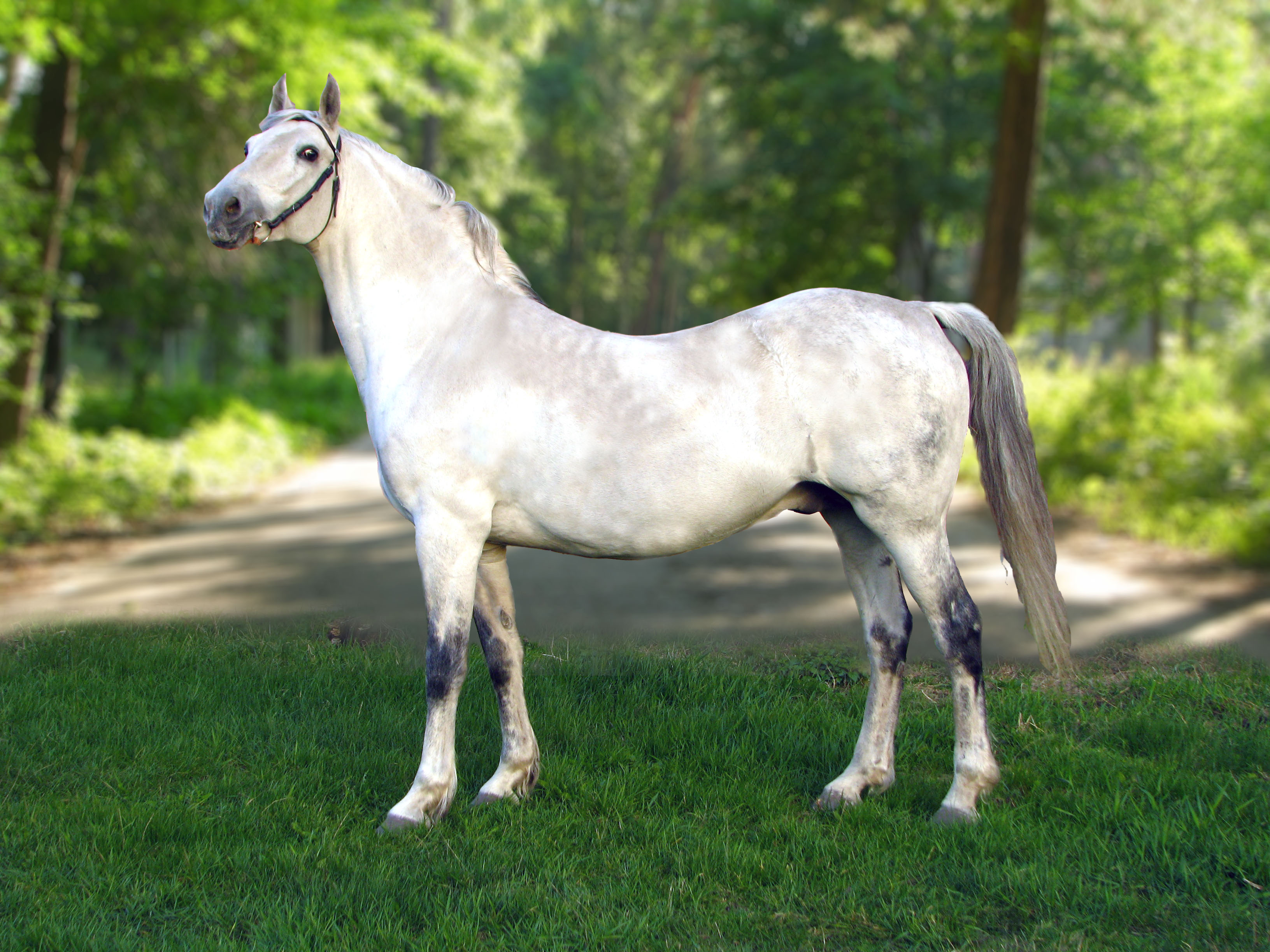
portret van een orlovdraver
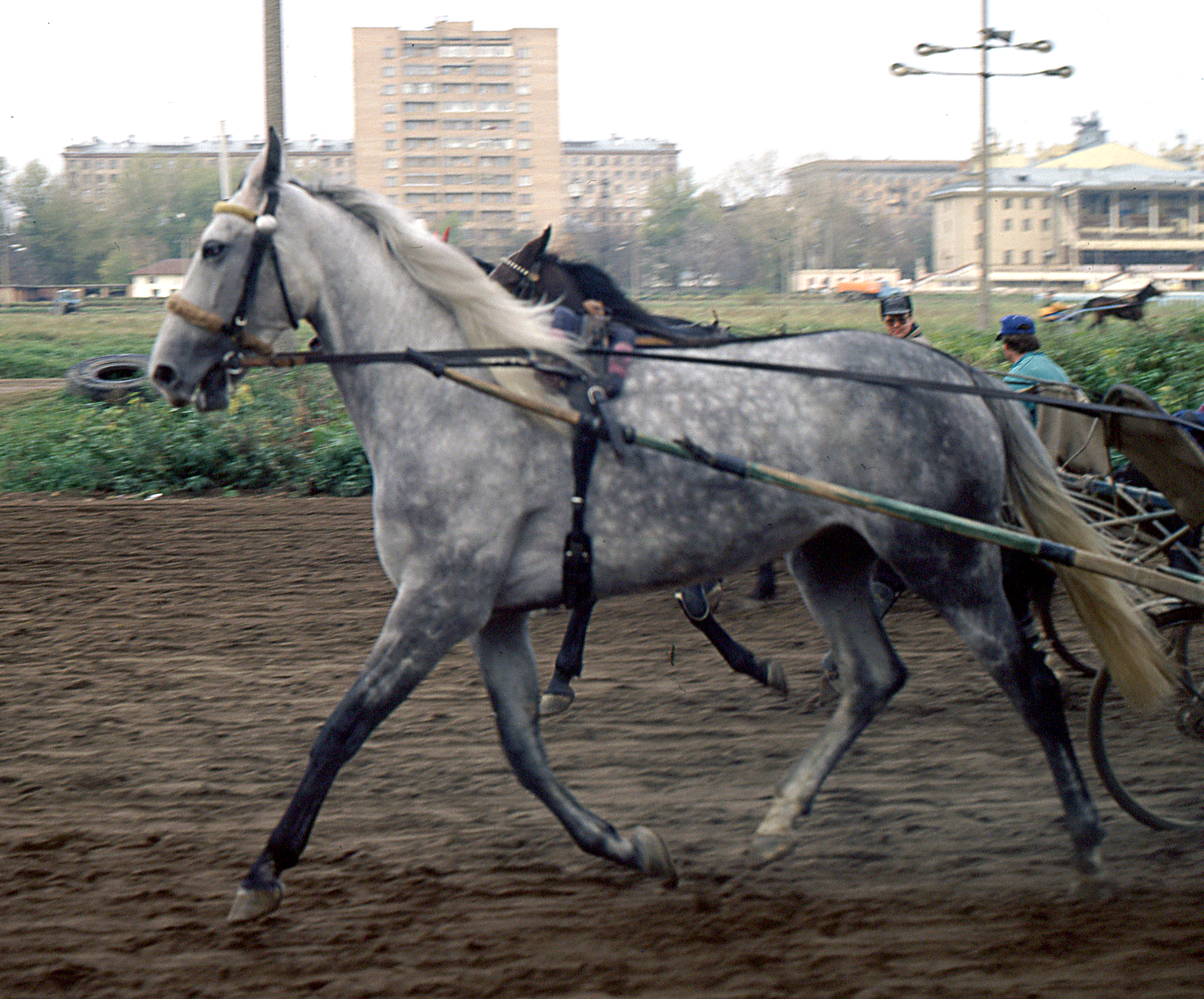
orlovdraver in actie
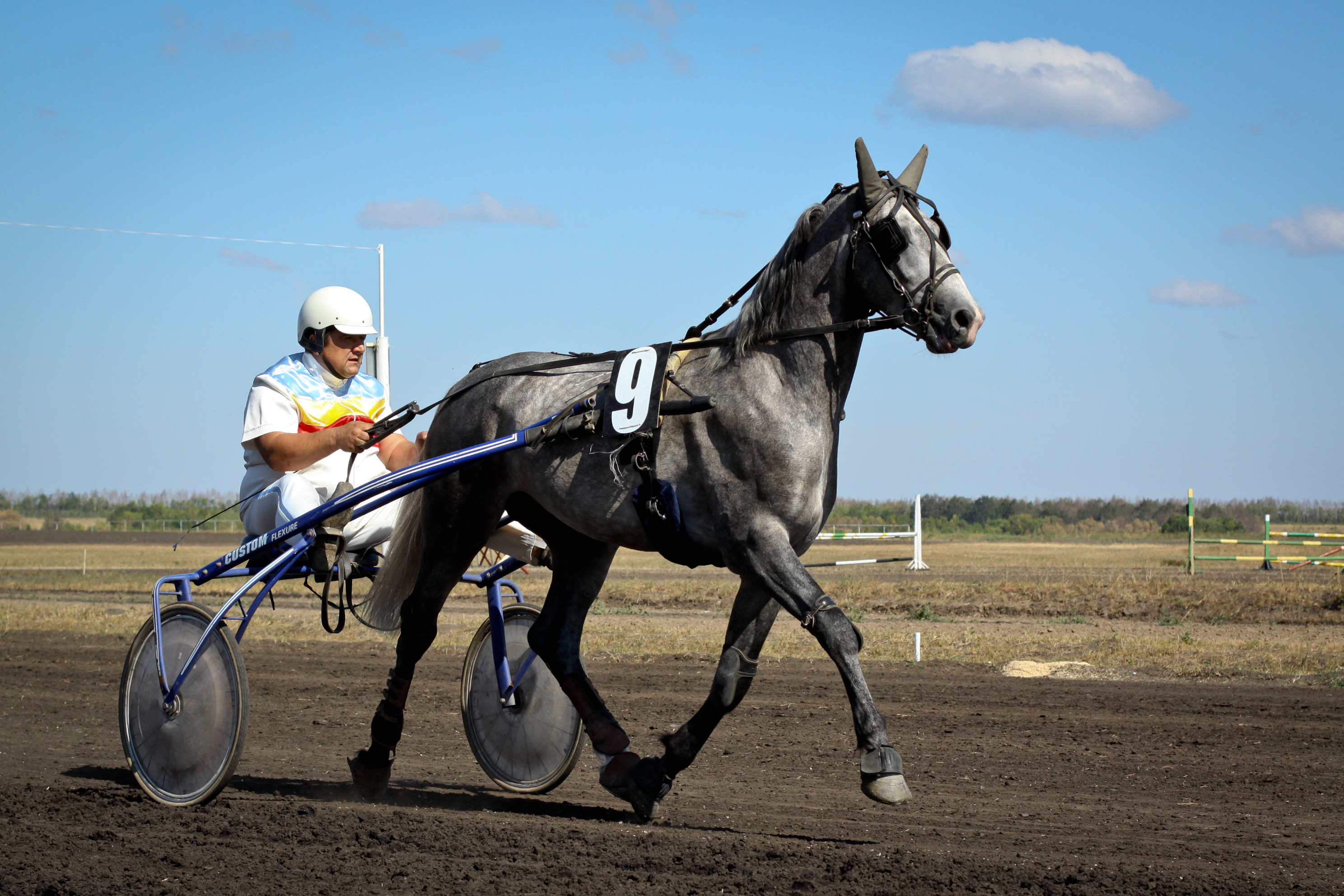
orlovdraver voor een sulky
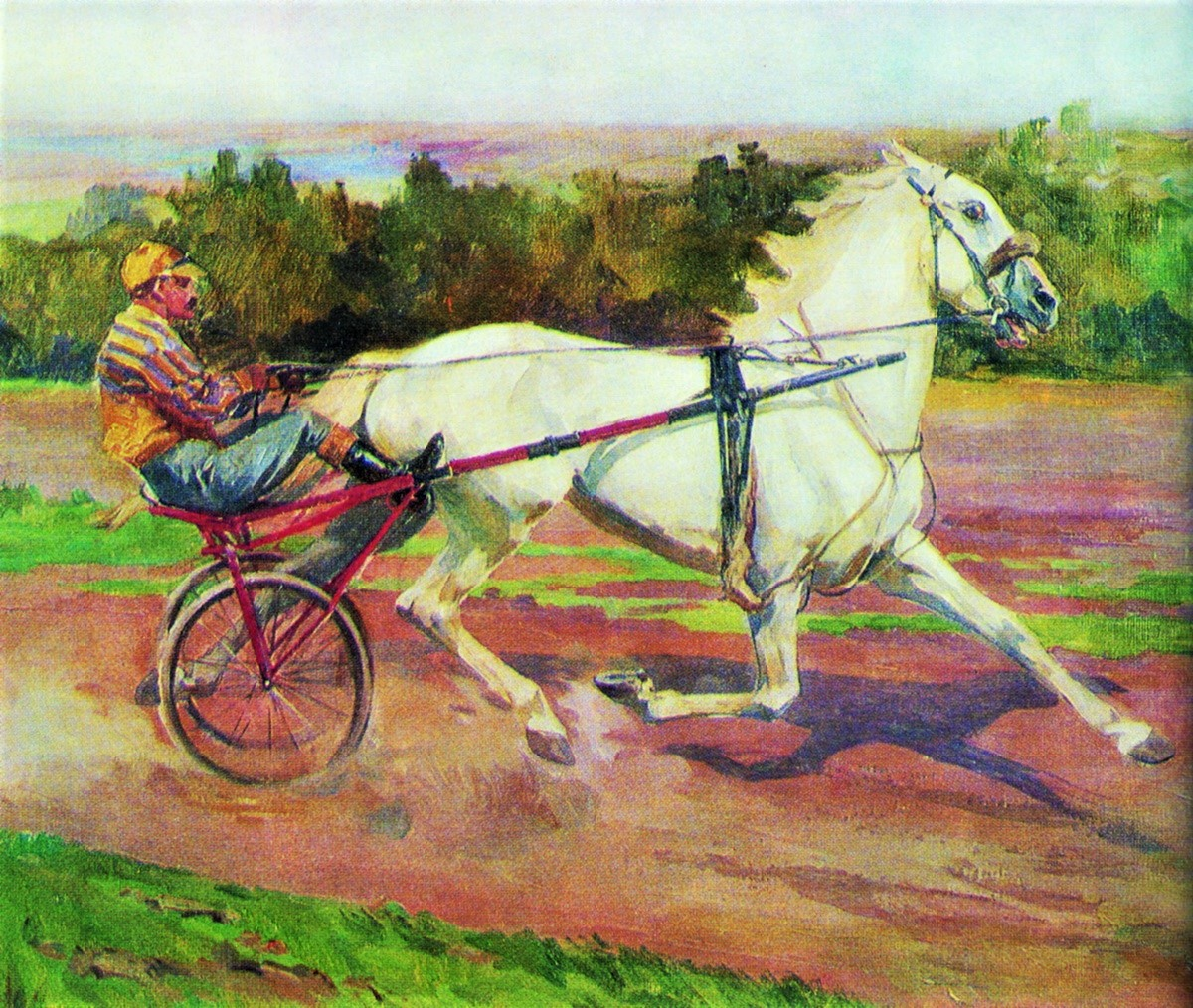
orlovdraver voor een sulky
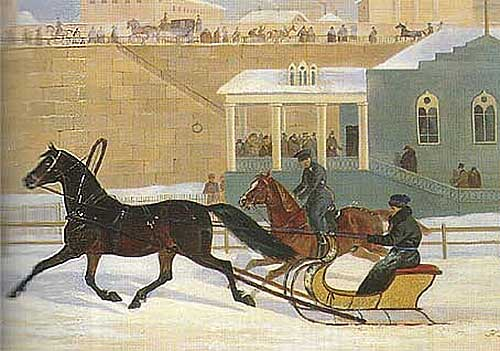
orlovdraver voor een slee